# テンペリアウキオ教会

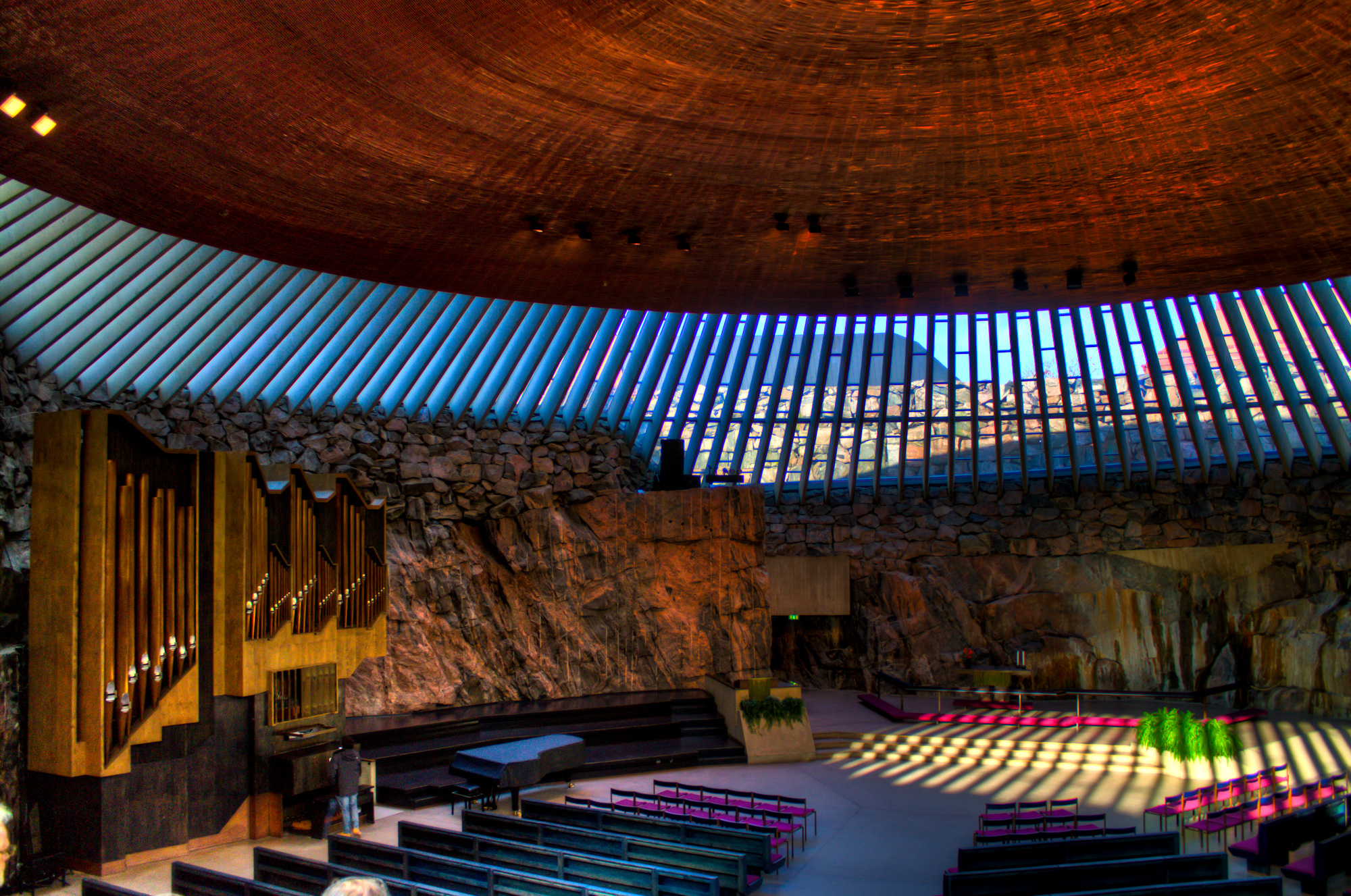
テンペリアウキオ教会内部

テンペリアウキオ教会（テンペリアウキオきょうかい、フィンランド語: Temppeliaukion kirkko）は、フィンランドのヘルシンキ市・トーロにある、フィンランド福音ルター派教会に属しているキリスト教会である。ティモ・スオマライネン (fi:Timo Suomalainen) とトゥオモ・スオマライネン (en:Tuomo Suomalainen) の兄弟によって設計され、1969年に完成した。岩の教会とも呼ばれる。
テンペリアウキオ地区に教会を造る計画は1930年代から存在し、ヘルシンキ工科大学の設計を担当したヨハン・シレンの設計案に沿って建設される予定であった。しかし、第二次世界大戦が勃発し、計画は中断された。終戦後の1961年に改めてデザイン・コンペが開かれ、スオマライネン兄弟による設計案が採用されることとなった。予算の都合上、当初のプランの4分の1の大きさに縮小されてしまったものの、1968年2月に建設が完了し、1969年9月には礼拝堂の聖別が執り行われた。
教会は大岩をくりぬいた中に造られているが、上部側面にガラスがはめ込まれており、自然光が入り込むようになっていて明るい。教会内壁はくりぬいた岩盤がそのまま使われていて音響効果が優れており、しばしばコンサートホールとしても利用される。内壁は当初むき出しで残す予定はなかったが、音響学者マウリ・パリョと指揮者パーヴォ・ベルグルンドの助言により、このままの状態で使われることとなった。岩には氷河時代に削られてできた模様を見ることができる。
テンペリアウキオ教会は観光地としても有名であり、年間約50万人もの人々が教会を訪れる。ヘルシンキ中心部にあり、周辺はアパートなどの住宅街である。
この教会には鐘がないが、作曲家タネリ・クーシストによって録音された鐘の音が外壁のスピーカーから流れるようになっている。

## 周辺
- シベリウス公園 - 作曲家ジャン・シベリウスを記念して作られたモニュメントとレリーフがある公園[5]。